# Ken Colyer
Ken Colyer (Londra, 18 aprile 1928 – Londra, 8 marzo 1988) è stato un trombettista britannico.

## Biografia
Nel Regno Unito, Colyer suonò in varie jazz band e si unì, nel 1949, alla Crane River Jazz Band (CRJB), con Ben Marshall, Sonny Morris, Pat Howes, John R. T. Davies, Julian Davies, Ron Bowden e Monty Sunshine. La band suonò alla Royal Festival Hall il 14 luglio 1951 alla presenza della principessa Elisabetta. Parti di quel gruppo si fusero con altri musicisti tra cui Keith Christie e Ian Christie per formare i Christie Brothers' Stompers. 
Colyer si riunì alla Marina Mercantile, abbandonò la nave a Mobile, in Alabama, e si recò a New Orleans, dove suonò con i suoi idoli nella band di George Lewis. Gli fu offerto il lavoro di trombettista principale in una tournée, ma fu catturato dalle autorità, arrestato e deportato.
Nel 1958 fondò una propria band, con quella che oggi è considerata la sua formazione classica: Mac Duncan (trombone), Ian Wheeler (clarinetto), Johnny Bastable (banjo), Ron Ward (basso) e Colin Bowden (batteria), a cui si aggiunse in seguito Ray Foxley (pianoforte). La band suonò insieme fino ai primi anni '60 quando la nuova front-line comprendeva, in vari momenti, Sammy Rimington e Tony Pyke (clarinetto), Graham Stewart e Geoff Cole (trombone), Bill Cole (basso) e Malc Murphy (batteria). Nel gennaio 1959, la rivista musicale britannica NME riferì che il più grande evento di jazz tradizionale mai organizzato in Gran Bretagna aveva avuto luogo all'Alexandra Palace. 
Una biografia, Goin' Home (pubblicata nel 2010), è stata compilata da Mike Pointon e Ray Smith. Ha vinto un riconoscimento dalla House of Commons Jazz Society nel maggio 2011. Un anno dopo la morte di Colyer, un gruppo di familiari, amici e musicisti si riunì alla London School of Economics per fondare il Ken Colyer Trust con l'obiettivo originale di pubblicare la sua autobiografia When Dreams are in the Dust.

## Discografia
- 1954 - Back to the Delta
- 1959 - Sensation
- 1959 - This is Jazz
- 1970 - The Crane River Jazz Band